# 1988-as MTV Video Music Awards
Az 1988-as MTV Video Music Awards díjátadója 1988. szeptember 7-én került megrendezésre, és a legjobb, 1987. május 2-ától 1988. április 1-ig készült klipeket díjazta. Az est házigazdája Arsenio Hall volt. A díjakat a Los Angeles-i Gibson Amphitheatre-ben adták át.
Az est legnagyobb győztese és legtöbbször jelölt előadója az ausztrál INXS együttes volt, akiket kilenc díjra jelöltek, ebből ötöt vittek haza. Az együttes megkapta Az év videója és a Közönségdíjat is. Ez volt az első eset, hogy ugyanannak az előadónak ugyanaz a videója kapta meg ezt a két díjat. Az INXS nyolc jelölést kapott a Need You Tonight/Mediate videójáért (ez az év legtöbbet jelölt klipje) és egyet a Devil Inside-ért.
A második legtöbbet jelölt előadó címével George Harrison és a U2 büszkélkedhet, nyolc-nyolc jelöléssel.
Ebben az évben megszűnt a Legjobb klipbeli alakítás kategóriája, ezt később sem adták már át. A Legtöbbet újító videó kategóriát Legnagyobb áttöréssé nevezték át.

## Jelöltek
A győztesek félkövérrel vannak jelölve.

### Az év videója
- George Harrison — When We Was Fab
- INXS — Need You Tonight/Mediate
- Bruce Springsteen — Tunnel of Love
- U2 — I Still Haven’t Found What I’m Looking For
- U2 — Where the Streets Have No Name

### Legjobb férfi videó
- Terence Trent D'Arby — Wishing Well
- George Harrison — Got My Mind Set on You
- Prince (közreműködik Sheena Easton) — U Got the Look
- Bruce Springsteen — Tunnel of Love
- Steve Winwood — Back in the High Life Again

### Legjobb női videó
- Cher — I Found Someone
- Lita Ford — Kiss Me Deadly
- Janet Jackson — The Pleasure Principle
- Suzanne Vega — Luka
- Jody Watley — Some Kind of Lover

### Legjobb csapatvideó
- Aerosmith — Dude (Looks Like a Lady)
- Eurythmics — I Need a Man
- INXS — Need You Tonight/Mediate
- U2 — I Still Haven’t Found What I’m Looking For
- U2 — Where the Streets Have No Name

### Legjobb új előadó egy videóban
- The Godfathers — Birth, School, Work, Death
- Guns N’ Roses — Welcome to the Jungle
- Buster Poindexter — Hot, Hot, Hot
- Swing Out Sister — Breakout
- Jody Watley — Some Kind of Lover

### Legjobb koncepcióvideó
- George Harrison — When We Was Fab
- INXS — Need You Tonight/Mediate
- Pink Floyd — Learning to Fly
- U2 — I Still Haven’t Found What I’m Looking For
- XTC — Dear God

### Legjobb filmből összevágott videó
- The Bangles — A Hazy Shade of Winter (a Fagypont alatt filmből)
- Brian Ferry — Kiss and Tell (a Fények, nagyváros filmből)
- Peter Gabriel — Biko (a Kiálts szabadságért filmből)
- Los Lobos — La Bamba (a La Bamba filmből)
- Bob Seger — Shakedown (a Beverly Hills-i zsaru 2. filmből)

### Legnagyobb áttörés
- George Harrison — When We Was Fab
- INXS — Need You Tonight/Mediate
- Squeeze — Hourglass
- Suzanne Vega — Luka
- XTC — Dear God

### Legjobb színpadi teljesítmény
- Aerosmith — Dude (Looks Like a Lady)
- Grateful Dead — Touch of Grey
- Elton John — Candle in the Wind (koncertfelvétel)
- Roy Orbison — Oh, Pretty Woman (koncertfelvétel)
- Prince (közreműködik Sheena Easton) — U Got the Look
- U2 — Where the Streets Have No Name

### Legjobb rendezés
- Eurythmics — You Have Placed a Chill in My Heart (Rendező: Sophie Muller)
- George Michael — Father Figure (Rendező: Andy Morahan és George Michael)
- Pink Floyd — Learning to Fly (Rendező: Storm Thorgerson)
- R.E.M. — The One I Love (Rendező: Robert Longo)
- XTC — Dear God (Rendező: Nicholas Brandt)

### Legjobb koreográfia
- Janet Jackson — The Pleasure Principle (Koreográfus: Barry Lather)
- Michael Jackson — Bad (Koreográfus: Michael Jackson, Gregg Burge és Jeffrey Daniel)
- Michael Jackson — The Way You Make Me Feel (Koreográfus: Michael Jackson és Vincent Paterson)
- Prince (közreműködik Sheena Easton) — U Got the Look (Koreográfus: Cat Glover)
- Sting — We'll Be Together (Koreográfus: Barry Lather)

### Legjobb speciális effektek
- Grateful Dead — Touch of Grey (Speciális effektek: Gary Gutierrez)
- George Harrison — Got My Mind Set on You (Speciális effektek: John McCallum)
- George Harrison — When We Was Fab (Speciális effektek: Chris Lyons)
- INXS — Need You Tonight/Mediate (Speciális effektek: Lynn Maree Milburn)
- Squeeze — Hourglass (Special Effects: Jim Francis és Dave Barton)

### Legjobb művészi rendezés
- George Harrison — When We Was Fab (Művészi rendezés: Sid Bartholomew)
- INXS — Need You Tonight/Mediate (Művészi rendezés: Lynn Maree Milburn)
- George Michael — Faith (Művészi rendezés: Bryan Jones)
- Bruce Springsteen — Tunnel of Love (Művészi rendezés: Howard Cummings és Beth Rubino)
- Squeeze — Hourglass (Művészi rendezés: Clive Crotty és Mick Edwards)

### Legjobb vágás
- INXS — Devil Inside (Vágó: Steve Purcell)
- INXS — Need You Tonight/Mediate (Vágó: Richard Lowenstein)
- Loverboy — Notorious (Vágó: Jim Haygood)
- Prince (közreműködik Sheena Easton) — U Got the Look (Vágó: Charley Randazzo és Steve Purcell)
- Bruce Springsteen — Tunnel of Love (Vágó: Greg Dougherty)

### Legjobb operatőr
- George Michael — Father Figure (Operatőr: Peter Mackay)
- Pink Floyd — Learning to Fly (Operatőr: Gordon Minard)
- Robert Plant — Heaven Knows (Operatőr: Steve Tickner)
- Sting — We'll Be Together (Operatőr: Bill Pope)
- Suzanne Vega — Luka (Operatőr: Derek Wolski)

### Közönségdíj
- George Harrison — When We Was Fab
- INXS — Need You Tonight/Mediate
- Bruce Springsteen — Tunnel of Love
- U2 — I Still Haven’t Found What I’m Looking For
- U2 — Where the Streets Have No Name

### Életmű-díj
- Michael Jackson

## Fellépők
- Rod Stewart — Forever Young
- Jody Watley — Some Kind of Lover
- Aerosmith — Dude (Looks Like a Lady)
- Elton John — I Don't Wanna Go on with You Like That
- Depeche Mode — Strangelove
- Crowded House — Better Be Home Soon
- Cher — Main Man
- The Fat Boys (közreműködik Chubby Checker) — Louie Louie/The Twist
- Guns N’ Roses — Welcome to the Jungle
- INXS — New Sensation